# Pharsalia setulosa
Pharsalia setulosa là một loài bọ cánh cứng trong họ Cerambycidae.